# Guy Ellcock Pilgrim
(Henry) Guy Ellcock Pilgrim (Stepney, Barbade, 24 décembre 1875 - Upton, 15 septembre 1943) est un géologue et paléontologue britannique. Il est membre de la Royal Society et surintendant du Geological Survey of India, et apporte d'importantes contributions à la stratigraphie continentale cénozoïque et à la paléontologie des vertébrés,,.

## Biographie
Pilgrim est le fils de Henry Ellcock Pilgrim et Beatrice Lucy Wrenford. Après des études au Harrison College local, il fréquente l'University College de Londres où il obtient son baccalauréat ès sciences en 1901 et son doctorat en sciences en 1908. Il est nommé au Geological Survey of India en 1902 et promu surintendant en 1920, poste qu'il occupe jusqu'à sa retraite en 1930. Il passe une grande partie de sa retraite au Département de géologie du British Museum.
Pilgrim explore la géologie de l'Arabie et de la Perse. Il est le premier Européen à visiter Oman et le premier géologue à explorer l'Île de Bahreïn où ses découvertes conduisent aux exploitations pétrolières actuelles.